# Piedra Hincada de la Soledad
Piedra Hincada de la Soledad är en ort i Mexiko.   Den ligger i kommunen Yehualtepec och delstaten Puebla, i den sydöstra delen av landet, 180 km öster om huvudstaden Mexico City. Piedra Hincada de la Soledad ligger 2 179 meter över havet och antalet invånare är 149.
Terrängen runt Piedra Hincada de la Soledad är kuperad åt nordost, men åt sydväst är den platt. Runt Piedra Hincada de la Soledad är det ganska tätbefolkat, med 144 invånare per kvadratkilometer. Närmaste större samhälle är Tecamachalco, 19,3 km nordväst om Piedra Hincada de la Soledad. Omgivningarna runt Piedra Hincada de la Soledad är i huvudsak ett öppet busklandskap.